# Utrahuilca Huila futsal
Utrahuilca Huila Futsal es un equipo profesional de fútbol sala de Colombia con sede en la ciudad de Neiva, Huila que participa en la Liga Colombiana de Fútbol Sala conocida también como Liga Argos; representa también la sección de fútbol sala del equipo profesional de fútbol. Utrahuila Huila Futsal fue campeón de la Liga en la temporada 2012-II. Gracias al título el equipo participó en la Copa Merconorte La final jugada en el segundo semestre del 2012 fue frente al Sanpas, el equipo Huilense ganó la liga jugando de local. En la actualidad ejerce su localía en el Coliseo Cubierto Álvaro Sánchez Silva del municipio Neiva - Huila.

## Historia
El equipo de fútbol sala del Club Deportivo Atlético Huila nace en el mes de enero del 2011 con la idea y gestión de Luis Edwer Valenzuela, la aprobación del comité ejecutivo en cabeza del Jorge Correa Pastrana (en ese entonces, presidente del club) y el apoyo de la Liga de Futbol del Huila. Luego recibió el mismo respaldo del presidente Juan Sebastián Lozada.
La nómina de jugadores es un proceso que se ha hecho desde años anteriores con la participación de la liga de fútbol del departamento del Huila en los diferentes torneos nacionales de federación, torneos intercolegiados y departamentales.
El equipo fue conformado por jugadores de la tierra. Actualmente se mantiene esa cuota de deportistas huilenses. El primer entrenador del conjunto fue el Licenciado Andrés Felipe Paredes Quintero, natural también del departamento del Huila, con él logró su único campeonato, en el segundo semestre del 2012. Para el 2013, el equipo pasó a manos de Julián Cárdenas, quien aún se mantiene.

## Uniforme
El primer uniforme del Atlético Huila está compuesto por una camiseta color amarilla. Los bordes de las mangas y el cuello son verdes. El pantalón es verde y las medias de color amarillo.
El segundo uniforme, está formado por una camiseta de color blanco. En esta ocasión los bordes de las mangas y el cuello son verdes. El pantalón es blanco y las medias del mismo color.

## Coliseo
Neiva, cuenta con un coliseo con capacidad para 8.000 espectadores, fue inaugurado en 1986 y lleva el nombre de Álvaro Sánchez Silva. Se encuentra ubicado en la calle 19 entre carreras 18 y 19 en el barrio La Libertad de Neiva. Es propiedad de la alcaldía de Neiva.
El Coliseo Cubierto Álvaro Sánchez Silva fue construido en el año 1986, cuando el Huila fue elegida por primera vez, como sede de los Juegos Atléticos Nacionales. La edificación que en el marco inaugural de dicho evento, fue bautizada con el nombre en homenaje a quien fuera gobernador del Huila en esa época, un mandatario que logró construir la unidad deportiva que comprendió el coliseo y el estadio de fútbol, llamado en esa época La Libertad. Luego recibió el nombre de Álvaro Sánchez Silva.

### Ampliación
Este recinto deportivo, fue remodelado en el 2010. El Gobernador Luis Jorge Sánchez García, hijo del exgobernador Álvaro Sánchez Silva (como fue bautizado el coliseo) le cambio la cara al escenario. Las baterías sanitarias fueron sustituidas, lo mismo que el techo, tapando por completo las goteras que inundaban la cancha principal. Además recibió una mano de pintura que mejoró notablemente su estado físico.

## Plantel actual 2016
| N.º | Nac.                | Nombre                    | Posición   | Edad    | PJ | Goles |
| --- | ------------------- | ------------------------- | ---------- | ------- | -- | ----- |
| 1   | Bandera de Colombia | Jesus Fernando Tejada     |            | 42 años | 8  | 10    |
| 12  | Bandera de Colombia | Jhojan Andres Cante       |            | 41 años | 4  | 1     |
| 33  | Bandera de Colombia | Eder Segundo Fernández    |            | 40 años | 5  | 2     |
| 3   | Bandera de Colombia | Jefferson Moreno          |            | 37 años | 6  | 1     |
| 4   | Bandera de Colombia | Miller Eduardo Cabrera    |            | 34 años | 9  | 1     |
| 13  | Bandera de Colombia | Luis Alfredo Lugo         |            | 34 años | 4  | 1     |
| 15  | Bandera de Colombia | Michael Alexis Córdoba    |            | 35 años | 5  | 1     |
| 34  | Bandera de Colombia | Juan Sebastian Torejano   |            | 29 años | 4  | 2     |
| 17  | Bandera de Colombia | Jordan Cedeño             |            | 30 años | 6  | 1     |
| 19  | Bandera de Colombia | Hugo Armando Ceron        |            | 36 años | 9  | 5     |
| 21  | Bandera de Colombia | Jhon Anderson Lombana     |            | 26 años | 3  | 0     |
| 22  | Bandera de Colombia | Oscar Andres Cruz         |            | 41 años | 7  | 0     |
| 24  | Bandera de Colombia | Juan Manuel Zuñiga        |            | 33 años | 5  | 0     |
| 25  | Bandera de Colombia | Dilian Horacio España     |            | 29 años | 5  | 0     |
| 30  | Bandera de Colombia | Luis Carlos Lievano       |            | 27 años | 6  | 2     |
| 35  | Bandera de Colombia | Carlos Ivan Cortes        |            | 27 años | 1  | 0     |
| ?   | Bandera de Colombia | Fabián Cuéllar            |            | 39 años | 6  | 0     |
| 11  | Bandera de Colombia | Michael Steven Rodríguez  |            | 30 años | 3  | 0     |
| 14  | Bandera de Colombia | Esneider Herrera Corredor |            | 29 años | 8  | 1     |
| 20  | Bandera de Colombia | Nick Harly Lizcano        |            | 26 años | 3  | 0     |
| DT  | Bandera de Colombia | Julián Cárdenas           | Entrenador | 54 años | 9  | 28    |

### Cuerpo Técnico 2015
Cuerpo técnico Utrahuilca Huila Futsal del 2015.
| Dirección técnica actual | Dirección técnica actual | Dirección técnica actual | Dirección técnica actual |
| ------------------------ | ------------------------ | ------------------------ | ------------------------ |
| Entrenador:              | Julián Cárdenas          | Presidente:              | Arquímedes Castro Zamora |
| Asistente técnico:       | Esneider Perdomo         | Preparador Físico:       | Giovanny Martínez        |
| Utilero:                 | Bandera de Colombia      | Medico:                  | Bandera de Colombia      |

## Datos del Club
- Últimas Temporadas en la Liga:  3. Grupo B.
- Mejor puesto en la Liga: Campeón 2012-II
- Debut en la Liga: 2011-I
- Campeonatos Jugados: 12 (en disputa)

## Listado completo de entrenadores
| N.º | Nac.                | Nombre          | Desde              | Hasta                   | Días |
| --- | ------------------- | --------------- | ------------------ | ----------------------- | ---- |
| 1   | Bandera de Colombia | Felipe Paredes  | 1 de enero de 2011 | 31 de diciembre de 2012 | 730  |
| 2   | Bandera de Colombia | Julián Cardenas | 1 de julio de 2013 | Actual                  |      |

## Temporadas
- 2011-1: Terminó su participación en la fase de grupos.

- 2011-2: Ganaron 1 partido de 6 que se jugaron, y ocuparon el cuarto lugar.

- 2012-2: Quedó campeón. En el juego definitivo frente a Deportivo Sanpas, Huila ganó 4-2.

- 2013-1: Llegaron a 13 puntos y se ubicaron en el puesto seis.

- 2013-2: Terminó sexto del grupo B en la fase de grupos, con 14 puntos.

- 2014-I: Eliminado en cuartos de final

- 2014-II: Eliminado en cuartos de final

- 2015-I: Terminó tercero del Grupo B con 14 puntos

- 2015-ll Terminó tercero del Grupo A con 16 puntos

- 2016-I: Terminó noveno del Grupo B con 10 puntos

- 2016-II: Llegó hasta Octavos de final. Eliminado por Rionegro Futsal.

- 2017-I: Terminó último del Grupo B con 3 puntos

- 2017-II:

## Goleadores
| N.º                                        | Nac.                | Nombre                      | Posición | Periodo         | Goles | Partidos |
| ------------------------------------------ | ------------------- | --------------------------- | -------- | --------------- | ----- | -------- |
| 1.                                         | Bandera de Colombia | Jesus Fernando Tejada       |          | 2013 - presente | 29    | 24       |
| 2.                                         | Bandera de Colombia | Jhojan Andrés Cante         |          | 2013 - 2015     | 17    | 17       |
| 3.                                         | Bandera de Colombia | Eder Segundo Fernández      |          | 2013 - presente | 13    | 20       |
| 4.                                         | Bandera de Colombia | Miller Eduardo Cabrera      |          | 2013 - presente | 6     | 21       |
| 5.                                         | Bandera de Colombia | Jefferson Moreno            |          | 2013 - presente | 6     | 17       |
| 6.                                         | Bandera de Colombia | Hugo Armando Ceron          |          | 2014 - presente | 6     | 13       |
| 7.                                         | Bandera de Colombia | Luis Alfredo Lugo           |          | 2013 - presente | 5     | 19       |
| 8.                                         | Bandera de Colombia | Sergio Eduardo Vega         |          | 2015 - presente | 5     | 4        |
| 9.                                         | Bandera de Colombia | Juan Sebastian Torejano     |          | 2013 - presente | 4     | 20       |
| 10.                                        | Bandera de Colombia | Michael Alexis Córdoba      |          | 2015 - presente | 4     | 12       |
| 11.                                        | Bandera de Colombia | Luis Carlos Lievano         |          | 2015 - presente | 2     | 21       |
| 12.                                        | Bandera de Colombia | Jordan Cedeño               |          | 2015 - presente | 2     | 11       |
| 13.                                        | Bandera de Colombia | Cristian Leornando Trujillo |          | 2015 - presente | 2     | 8        |
| 14.                                        | Bandera de Colombia | David Ricardo Leguizamon    |          | 2015 - presente | 2     | 5        |
| 15.                                        | Bandera de Colombia | Camilo Andrés Reyes         |          | 2014 - presente | 1     | 6        |
| Última actualización: 4 de octubre de 2015 |                     |                             |          |                 |       |          |

## Palmarés

### Torneos nacionales
| Competición                          | Títulos | Subtítulos |
| ------------------------------------ | ------- | ---------- |
| Liga Colombiana de Fútbol Sala (1/0) | 2012 II |            |